# Kōgake- und Kusari-Tabi
Die Kōgake- (jap. 甲掛［け］) und Kusari- (鎖, „Ketten-“) Tabi sind gepanzerte Schuhe aus Japan.

## Beschreibung

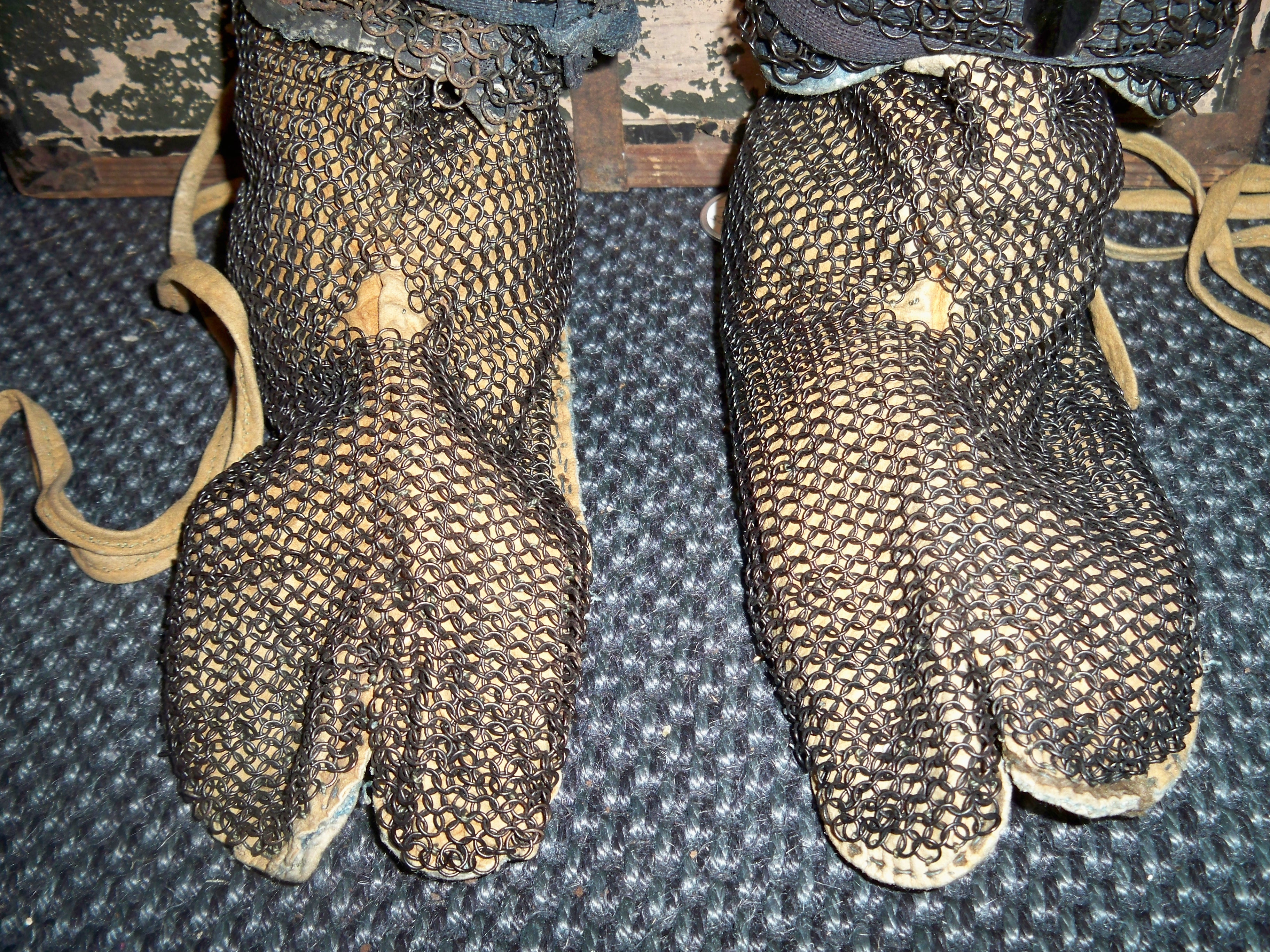
Kusari-Tabi

Die Kōgake- und Kusari-Tabi sind Panzerschuhe, die zur Rüstung der Samurai (Yoroi) getragen werden. Die Panzerung besteht entweder aus Plattenrüstung oder aus Kettenrüstung. Die Tabi mit Kettenrüstung werden Kusari-Tabi genannt, die mit Plattenpanzerung Kōgake-Tabi. Gepanzert ist nur die Oberseite der Füße. Sind die Tabi mit Kettengeflecht gepanzert, ist das Gewebe durchgehend vom Knöchel bis über die Zehen. Die Plattenpanzerung ist in mehreren Teilen aufgebracht, damit der Schuh flexibel genug bleibt. Diese Art der Tabi besitzt in der Regel keine Sohlen. Unter den Kōgake-Tabi sind bei manchen Versionen Absätze aus Metall angebracht, aber nur bei Versionen, in denen die Panzerung auch die Unterseite der Ferse bedeckt. Die Stoffstrümpfe der Tabi reichen bis über die Knöchel des Fußes und werden dort gebunden.
Es gibt noch eine andere Art, die mit Ketten gepanzert ist, jedoch eher einem Schuh ähnlich ist und eine Sohle besitzt oder bei denen die Panzerung aus Platten von lackiertem Leder besteht. Meist werden über diesen Tabi einfache Schuhe aus Stroh (Waraji) getragen.